# Klaus Peter Noever
Klaus Peter Noever (* 29. Juni 1929 in Krefeld; † 10. Mai 2020 ebenda) war ein deutscher Künstler.

## Leben und Werk
Klaus Peter Noever studierte von 1946 bis 1954 bei Laurens Goossens an der Werkkunstschule Krefeld (heutige Hochschule Niederrhein) mit Schwerpunkt „Dekorative Malerei“. Während dieser Zeit unternahm er zahlreiche Studienreisen, die ihn durch Afrika führten. Seit 1954 arbeitete Noever als freischaffender Maler und Bildhauer. 1955 erhielt er den „Kunstpreis des Niederrheins“ der Stadt Krefeld, 1956 den Prix d’Art de Jeunesse in Paris.
Als Bildhauer arbeitete Noever mit naturbelassenen Materialien und Werkstoffen. „Aus Holz, Keramik, Edelstahl, Blei und Schiefer erwachsen seine Skulpturen“, die ständig die Möglichkeiten des technisch Machbaren bis an die Grenzen ausreizten.
Skulpturen als auch Malerei Noevers sind geprägt durch eine Nähe zum Wasser und zum Meer. Besonders seine jüngeren Werke sind durchzogen von Fischerei-Motiven.
Klaus Peter Noever lebte und arbeitete in Krefeld sowie auch im spanischen Galicien.

## Ausstellungen

### Einzelausstellungen
- 1954:  Kaiser-Wilhelm-Museum, Krefeld
- 1955:  Ausstellung zum Kunstpreis des Niederrheins der Stadt Krefeld
- 1956:  Ausstellung zum Prix d’Art de Jeunesse, Paris
- 1984:  „Z“, Kunst-Spektrum GKK, Krefeld
- 1985:  „Sequenzen“, Aachener Atrium
- 1985:  „Zustersteden in de kunst“, Waagebouw, Leiden/NL
- 1985:  Galerie Der Sturm, Dresden
- 1986:  Kunstforum, Luzern
- 1986:  „Zeichnungen und Objekte“, Treppengalerie, Krefeld
- 1987:  Argentum, Krefeld
- 1987:  Galerie Quasar, Regensburg
- 1989:  „Neue Arbeiten“, Treppengalerie, Krefeld
- 1989:  „Labile – Stabile“, Kunst-Spektrum GKK, Krefeld
- 1990:  „Stahlobjekte“, Galerie Hansen, Bonn
- 1991:  „Stabile – Labile“, Kunst-Spektrum GKK, Krefeld
- 1993:  „Nach OBEN schauen – nach UNTEN schauen“, Kunst-Spektrum Krefeld GKK, Krefeld
- 1993:  „Schiefer-Bleiobjekte“, Werner-Jäger-Halle, Nettetal
- 1994:  „Retrospektive“, Galerie Hansen, Bonn
- 1994:  Galerie Fochem, Krefeld
- 1995:  „Le Circle“, Mulhouse, Frankreich
- 1995:  „Tatswege – Blinde sehen“, Kunst-Spektrum GKK, Krefeld
- 1996:  Officina Glavia Zanetti, Magliaso, Lugano
- 1997:  „Neue Arbeiten“, Kunst-Spektrum GKK, Krefeld
- 1999:  „Die Mühen“, Kunstinitiatief L5, Roermond, NL
- 1999:  „In Fesseln“, Kunst-Spektrum GKK, Krefeld
- 2000:  „Aufsteigen – Absteigen“, Wasserwerk Wachtendonk
- 2001:  „Navis“, Versandhalle Grevenbroich
- 2001/2001: Stadtwerke Krefeld
- 2004:  „Dieses + Meer“, Kunst-Spektrum GKK, Krefeld
- 2006:     „60 Jahre und Meer“, Buchpräsentation, Kunst und Krefeld e.V., Krefeld
- 2006:  „RURAL“, Wasserturm, Wassenberg
- 2007:  „POSITIVO NEGATIVO“, Pardo Bazan, A Coruña, Spanien
- 2009:  „Blick zurück nach vorn“, Friedenskirche, Krefeld

### Gemeinschaftsausstellungen (Auswahl)
- 1984: „Farbe bekennen“, Kaiser-Wilhelm-Museum, Krefeld
- 1992: „Liegende Objekte“, Städtische Galerie, Potsdam mit Jean Küsters, Strasbourg und Peter Stobbe, Freiburg
- 1993: „Cordial Group Artists“, Townhall Exhibition, Atlanta, Georgia, USA
- 1996: „Überschreitungen“, Kunstinitiatief L5, Roermond, NL
- 1997: „Hommage au Pêcheur“, Groote Kerk, Veere Zeeland, NL mit Theo Windges
- 1998: „Begegnungen“, Papst-Johannes-Haus, Krefeld
- 2001: Kulturfabrik Krefeld mit Marlies Carrasco-Toll und Hanne Thilker-Kulgemeyer
- 2002: „Objekte“, Otto-Richter-Halle, Würzburg
- 2002: „Was es kann, was es will“, Wasser-Projekt, Grevenbroich
- 2005: Kunst bei Cerestar, Krefeld, mit Christel Schulte-Hanhardt
- 2009: „Grosse Dujardin“, Krefeld

## Künstlerbücher
- Klaus Peter Noever. 60 Jahre und Meer. Krefeld 2005.

## Zitat
„Klaus Peter Noever ist nicht Künstler geworden, um sich zu langweilen, wie sein umfangreiches Werk beweist. Sein Schaffen gleicht einer unaufhörlichen Suche nach neuen Möglichkeiten auf dem großen Feld der bildenden Kunst. Gerade das Ausprobieren neuer Materialien und Techniken, das Experimentieren mit ihren spezifischen Eigenschaften fasziniert und fesselt ihn. Auf diese Weise werden ständig neue Arbeitsprozesse hervorgebracht. [...] Klaus Peter Noever ist als Künstler immer auf der Suche, und es besteht kein Zweifel: Er findet auch stets etwas Brauchbares, überraschend Neues, auch wenn es zunächst zur Seite gelegt wurde.“